# Theligonum formosanum
Theligonum formosanum là một loài thực vật có hoa trong họ Thiến thảo. Loài này được (Ohwi) Ohwi & T.S.Liu miêu tả khoa học đầu tiên năm 1977.